# De terugkeer van Don Juan
De terugkeer van Don Juan is een hoorspel van Aleksandar Obrenović. Povratak Don Žuana werd in 1958 door Radio Beograda uitgezonden; onder de titel Die Rückkehr des Don Juan zond de Radio der deutschen und rätoromanischen Schweiz het in 1966 uit. Kees Walraven vertaalde het en de AVRO zond het uit op donderdag 16 november 1967. De regisseur was Dick van Putten. Het hoorspel duurde 53 minuten.

## Rolbezetting
- Wam Heskes (Don Juan)
- Willy Ruys (Sganarello, zijn bediende)
- Dogi Rugani (Donna Elvira)
- Wiesje Bouwmeester (Charlotte)
- Tonny Foletta (een ober)
- Coen Pronk (een ambtenaar)

## Inhoud
Een hardnekkig gerucht deed de ronde dat de knapste, de moedigste en beroemdste verleider die de historie ooit heeft gekend, in een duel met de hemel zelf het onderspit had gedolven. Don Juan, de onsterfelijk gewaande, was dood. Zelfs zijn trouwe dienaar Sganarello, die zijn meester altijd als overwinnaar uit een gevecht had zien terugkeren, moest er wel in geloven. Juan had het bestaan, het standbeeld van been commodore, die hij in een duel had neergestoken, een hand te geven. Het begon te donderen en te bliksemen en de simpele dienaar moest wel op de vlucht slaan, al ging hij pas nadat hij eerlijk om zijn meester getreurd had. Hoe kon hij weten dat Juan alleen maar was flauwgevallen? Maar zijn aanbidsters moesten wel in zijn dood geloven. Juan ging op de vlucht voor al zijn vijanden, gehuld in lompen. In een goederentrein ging hij als verstekeling met zijn dienaar op weg naar zijn vroegere echtgenote, die hij vijfenveertig jaar geleden in de steek had gelaten. Hij vertrouwde erop dat zij nog altijd van hem zou houden, zoals alle vrouwen die eens voor hem door de knieën waren gegaan, en hem weer zou opnemen. Haar hart ging open toen zij een brief van hem kreeg waaruit bleek dat hij nog leefde, maar zij was onnoemelijk trots en even berooid als hij. De ontmoeting van de tachtigjarige Don Juan met zijn vijfenzeventigjarige echtgenote viel wel heel anders uit dan beiden hadden verwacht…